# Dadeng, Fujian
Dadeng (kinesiska: 大嶝) är ett stadsdelsdistrikt i sydöstra Kina. Det ligger i stadsdistriktet Xiang'an i staden Xiamen i provinsen Fujian, omkring 200 kilometer sydväst om provinshuvudstaden Fuzhou. Dadeng består av ett antal öar, den största är Dadeng Dao. Republiken Kina (Taiwan) gör anspråk på området, då det historiskt utgjorde en del av Kinmen.